# Травневое (Кропивницкий район)
Травневое (укр. Травневе) — село в Компанеевской поселковой общине Кропивницкого района Кировоградской области Украины.
До 2020 года входило в Компанеевский район
Население по переписи 2001 года составляло 151 человек. Почтовый индекс — 28421. Телефонный код — 5240. Код КОАТУУ — 3522880905.